# Piper purpusianum
Piper purpusianum är en pepparväxtart som beskrevs av William Trelease. Piper purpusianum ingår i släktet Piper och familjen pepparväxter. Inga underarter finns listade i Catalogue of Life.